# سیارک ۵۰۶۷
سیارک ۵۰۶۷ (به انگلیسی: 5067 Occidental، نامگذاری:1990OX) پنج هزار و شصت و هفتمین سیارک کشف شده‌است که در ۱۹ ژوئیه ۱۹۹۰ کشف شد.
قدر مطلق سیارک برابر ۱۲٫۲۰ است.